# Bośnia i Hercegowina na Letnich Igrzyskach Olimpijskich 2012
Bośnię i Hercegowinę na XXX Letnich Igrzyskach Olimpijskich w Londynie reprezentowało 6 sportowców – 4 mężczyzn i 2 kobiety.
Był to szósty start Bośni i Hercegowiny na letnich igrzyskach olimpijskich.

## Reprezentanci

### Judo
Mężczyźni
| Zawodnik   | Konkurencja | 1/16                    | 1/8              | Ćwierćfinały     | Półfinały        | Repesaż 1        | Repesaż 2        | Repesaż 3        | Finał            | Finał   |
| Zawodnik   | Konkurencja | Przeciwnik Wynik        | Przeciwnik Wynik | Przeciwnik Wynik | Przeciwnik Wynik | Przeciwnik Wynik | Przeciwnik Wynik | Przeciwnik Wynik | Przeciwnik Wynik | Pozycja |
| ---------- | ----------- | ----------------------- | ---------------- | ---------------- | ---------------- | ---------------- | ---------------- | ---------------- | ---------------- | ------- |
| Amel Mekić | −100 kg     | Hwang Hee-tae 0002–0021 | Nie awansował    | Nie awansował    | Nie awansował    | Nie awansował    | Nie awansował    | Nie awansował    | Nie awansował    |         |

### Lekkoatletyka
Mężczyźni
| Zawodnik    | Konkurencja    | Eliminacje | Eliminacje | Finał         | Finał         |
| Zawodnik    | Konkurencja    | Wynik      | Miejsce    | Wynik         | Miejsce       |
| ----------- | -------------- | ---------- | ---------- | ------------- | ------------- |
| Kemal Mešić | pchnięcie kulą | 19.60      | 24         | Nie awansował | Nie awansował |

Kobiety
| Zawodnik     | Konkurencja | Finał         | Finał         |
| Zawodnik     | Konkurencja | Wynik         | Miejsce       |
| ------------ | ----------- | ------------- | ------------- |
| Lucia Kimani | maraton     | Nie ukończyła | Nie ukończyła |

### Pływanie
Mężczyźni
| Zawodnik     | Konkurencja           | Eliminacje | Eliminacje | Półfinał      | Półfinał      | Finał         | Finał         |
| Zawodnik     | Konkurencja           | Czas       | Miejsce    | Czas          | Miejsce       | Czas          | Miejsce       |
| ------------ | --------------------- | ---------- | ---------- | ------------- | ------------- | ------------- | ------------- |
| Ensar Hajder | 200 m stylem zmiennym | 2:05.70    | 36         | Nie awansował | Nie awansował | Nie awansował | Nie awansował |

Kobiety
| Zawodnik       | Konkurencja             | Eliminacje | Eliminacje | Półfinał       | Półfinał       | Finał          | Finał          |
| Zawodnik       | Konkurencja             | Czas       | Miejsce    | Czas           | Miejsce        | Czas           | Miejsce        |
| -------------- | ----------------------- | ---------- | ---------- | -------------- | -------------- | -------------- | -------------- |
| Ivana Ninković | 100 m stylem klasycznym | 1:14.04    | 41         | Nie awansowała | Nie awansowała | Nie awansowała | Nie awansowała |

### Strzelectwo
Mężczyźni
| Zawodnik       | Konkurencja                             | Kwalifikacje | Kwalifikacje | Finał         | Finał         |
| Zawodnik       | Konkurencja                             | Wynik        | Pozycja      | Wynik         | Pozycja       |
| -------------- | --------------------------------------- | ------------ | ------------ | ------------- | ------------- |
| Nedžad Fazlija | karabin pneumatyczny 10 m               | 585          | 44           | Nie awansował | Nie awansował |
| Nedžad Fazlija | karabin małokalibrowy trzy postawy 50 m | 1149         | 38           | Nie awansował | Nie awansował |
| Nedžad Fazlija | karabin małokalibrowy leżąc 50 m        | 587          | 45           | Nie awansował | Nie awansował |